# Epiclerus longicornis
Epiclerus longicornis är en stekelart som beskrevs av Boucek 1988. Epiclerus longicornis ingår i släktet Epiclerus och familjen raggsteklar. Inga underarter finns listade i Catalogue of Life.